# Orenburgi kormányzóság

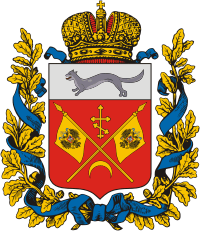
Az Orenburgi kormányzóság címere

Az Orenburgi kormányzóság (oroszul: Оренбургская губерния) nevű közigazgatási egység az Orosz Birodalom egyik kormányzósága volt Orenburg központtal.

## Története
A kormányzóság 1744-ben jött létre a Szibériai és az Asztraháni kormányzóság területéből. 1782-ben a kormányzóságot a Cseljabinszki ujezddel és a Permi helytartósággal átalakították az Ufai helytartósággá, amely közigazgatásilag az Ufai és az Orenburgi területre oszlott. 1796-ban az Ufai helytartóság nevét Orenburgi kormányzóságra változtatták, majd 1865-ben leválasztották róla az Ufai kormányzóságot. 1919-ben a Cseljabinszki kormányzóság is kivált az Orenburgi kormányzóságból, amelyet végül 1928-ban beolvasztottak az akkor létrehozott Közép-volgai területbe.

## Fordítás
Ez a szócikk részben vagy egészben  az   Orenburg Governorate című angol Wikipédia-szócikk ezen változatának fordításán alapul.  Az eredeti cikk szerkesztőit annak laptörténete sorolja fel. Ez a jelzés csupán a megfogalmazás eredetét és a szerzői jogokat jelzi, nem szolgál a cikkben szereplő információk forrásmegjelöléseként.